# 폴 송
폴 송(1983년 10월 31일 ~)은 대한민국의 가수다. 2015년 싱글 앨범 [내꺼 (She`s Mine)]로 데뷔했다.

## 방송
- 히든싱어 1 (2012) 
  - 시즌 1 바비킴편 준우승
  - 시즌 1 왕중왕전 5위

## 음반
- 내꺼 (She's Mine) (2015)
- 좋은 사람 OST Part.25 (2016)
- 사랑 뺏기 (2016)
- 우리 갑순이 OST Part.20 (2017)
- 우리 갑순이 OST (2017)
- 러블리가스펠 Live Ver.1 폴 송 (2019)

## 공연
- 히든7스페셜 콘서트 - 부산 (2016)
- 그리고 꿈꾸다 (2016)
- 폴송 조현민 박민규의 그리고꿈꾸다 - 청주 (2016)
- 폴송 콘서트 (2016)
- 폴송 콘서트 7th story (2017)